# Non-stop decay

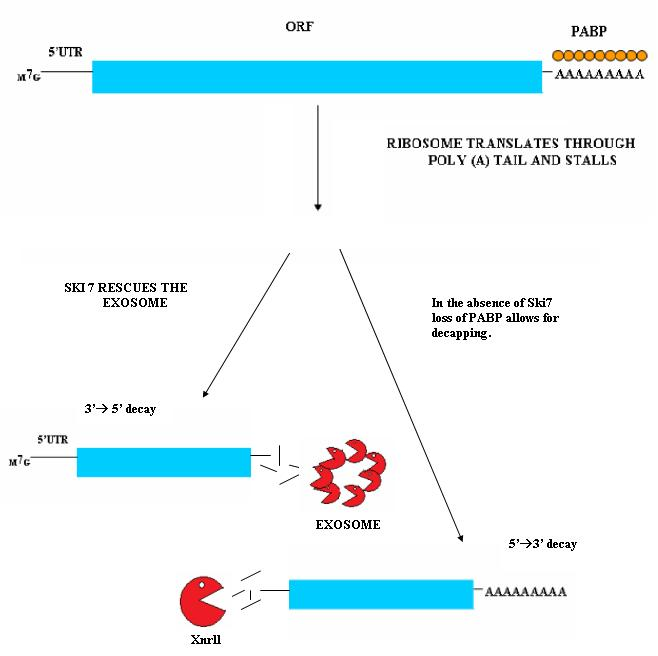
Esquema del proceso de non-stop decay (NDS).

Non-stop decay (NSD) es un mecanismo celular de control de calidad o vigilancia de mRNA para detectar moléculas de mRNA que carecen de un codón de terminación e impedir la traducción de estos mRNA. La ruta de degradación mediada por la mutación de un codón stop o NSD libera los ribosomas que han alcanzado el extremo 3' de un mRNA y guía los mRNA al exosoma, o a la RNasa R en bacterias, para ser degradado de forma selectiva. A diferencia de la ruta Nonsense-mediated decay (NMD), los polipéptidos no se sueltan del ribosoma, y así, la NSD parece implicar factores auxiliares de degradación del mRNA distintos de la NMD.

## Non-Stop Decay (NSD)
La NSD es una ruta celular que identifica y degrada transcritos de mRNA aberrantes que no contienen un codón de terminación correcto. Los codones de terminación o stop son secuencias en el ARN mensajero que marcan el final de la síntesis de proteínas. Los transcritos aberrantes se identifican durante la traducción cuando el ribosoma empieza a traducir en la cola poli A en el extremo 3' del mRNA. Un transcrito sin codón stop se puede dar por mutaciones puntuales que afecten al codón de terminación normal. 
La ruta NSD libera ribosomas que se han atrancado en el extremo 3' del mRNA y dirige este último al complejo del exosoma en eucariotas o a la RNasa R en bacterias para ser degradado. El mecanismo NSD requiere la interacción del exosoma de RNA con el complejo Ski, una estructura de múltiples proteínas que incluye la helicasa Ski2p y (notablemente) Ski7p. El ensamblaje de estas proteínas y la posterior formación de complejos activa la degradación de los mRNA aberrantes.  
Se cree que Ski7p se une al ribosoma estancado en el extremo 3 'de la cola de poli A del mRNA y recluta el exosoma para degradar el mensajero. Sin embargo, en las células de mamíferos, Ski7p no está presente, e incluso la presencia del mecanismo NSD sigue sin estar clara. Se descubrió que la isoforma corta por splicing de HBS1L (HBS1LV3) era la tan buscada homóloga de Ski7p en humanos, responsable de la unión de los complejos de exosoma y SKI. Recientemente, se ha publicado que la NSD también se produce en células de mamíferos, aunque mediante un sistema ligeramente diferente. En mamíferos, debido a la ausencia de Ski7, la GTPasa Hbs1, así como su compañera de unión Dom34, han sido identificadas como potenciales reguladoras de la degradación de mRNA. Juntas, Hbs1 / Dom34 son capaces de unirse al extremo 3' de un mRNA alterado, lo que facilita la disociación de ribosomas defectuosos o inactivos para reiniciar el proceso de traducción. Además, una vez que el complejo Hbs1 / Dom34 se disocia y recicla un ribosoma, se ha demostrado que en el proceso se recluta el complejo exosoma/Ski. 

### Liberación del ribosoma
En bacterias, la trans-traducción, un mecanismo altamente conservado, se opone directamente a la acumulación de mRNA sin codón de terminación, induciendo su degradación y liberando el ribosoma afectado. Originalmente descubierto en Escherichia coli, el proceso de trans-traducción es posible gracias a las interacciones entre el mRNA transferente-mensajero (tmRNA) y el cofactor proteico SmpB, el cual estabiliza la unión del tmRNA al ribosoma parado. El modelo actual postula que el tmRNA y SmpB interaccionan para imitar un tRNA. La proteína SmpB reconoce el lugar donde el ribosoma está parado, y dirige el tmRNA hacia el sitio A del ribosoma. Una vez unido, SmpB-tmRNA colabora en un reacción de transpeptidación con la cadena polipetídica problemática a la que añade una alanina cargada en el tmRNA Mediante este proceso, la secuencia defectuosa del mRNA es reemplazada por la secuencia del RNA de tmRNA, el cual codifica para la adición de un péptido señal de 11 residuos en C-terminal del mRNA, que promueve degradación. La porción modificada de RNA, junto con la parte del péptido señal, se traducen. Puesto que muestran características incompletas, alertan y permiten que las proteasas intercelulares eliminen dichos fragmentos potencialmente nocivos, lo que provoca que los ribosomas atrancados en mRNA averiado continúen su función.

### Degradación de mRNA
Muchas enzimas y proteínas tienen un papel en la degradación del mRNA. Por ejemplo, en Escherichia coli hay tres enzimas: la RNasa II, la PNPasa, y la RNase R. La RNasa R es una exorribonucleasa 3'-5' que se recluta para degradar mRNA defectuoso. La RNasa R está formada por dos dominios estructurales, uno N-terminal hélice-vuelta-hélice (HTH) putativo y otro C-terminal rico en lisinas(K-rich). Estos dos dominios son exclusivos de la RNasa R, y se les atribuye la selectividad y la especificidad de la proteína. La evidencia muestra que el dominio K-rich está implicado en la degradación de mRNA sin codón de parada. Estos dominios están ausentes en otras RNasas. Tanto la RNasa II como la RNasa R son miembros de la familia RNR, y comparten una semejanza de secuencia y de la arquitectura de los dominios. Aun así, la RNasa R tiene la capacidad de degradar mRNA eficientemente, mientras que la RNasa II tiene menos eficiencia en dicho proceso. No obstante, la mecánica concreta de degradación de mRNA mediada por la RNasa R sigue siendo un misterio.